# Стояновский, Перо
Перо Стояновский (макед. Перо Стојановски; родился 1 декабря 1970 года в Скопье, Социалистическая Республика Македония, СФРЮ) — северомакедонский государственный деятель, бывший министр образования и науки Республики Македония.

## Образование
Перо Стояновский окончил электротехнический факультет Университета Св. Кирилла и Мефодия в Скопье.

## Карьера
После окончания университета Стояновский работал преподавателем информатики и математики, менеджером в нескольких IT-компаниях в Скопье.
С 2006 по 2008 год был статс-секретарём в Министерстве образования и науки Республики Македонии.
С июля 2008 по июль 2009 года занимал пост министра образования и науки Республики Македония в правительстве Николы Груевского